# Antônio Prado de Minas
Antônio Prado de Minas è un comune del Brasile nello Stato del Minas Gerais, parte della mesoregione della Zona da Mata e della microregione di Muriaé.